# Giovanni Conversini
Giovanni Conversini da Ravena,  também referido como Ioannes Conversini a Ravenna, Giovanni da Ravenna ou Johannes von Ravenna (Buda, 1343 - Muggia, 27 de Setembro de 1408), foi um humanista, filólogo, acadêmico, escolástico, chanceler e jurista italiano.  Seu pai, Conversino, foi médico de Luis, O Grande, Rei da Hungria (1326-1382).
Conversini permanece uma das figuras mais enigmáticas do início do renascimento. Os seus escritos latinos refletem a influência de Petrarca e curiosas similaridades com o escolasticismo e as ciências medievais, certamente adquiridas por meio de suas leituras na biblioteca paterna.

## Biografia
Seu pai, Conversino da Frignano foi médico em Bolonha e em 1321 tornou-se titular da cátedra de Medicina da Universidade de Siena. Depois, em 1342, conheceu Luis, O Grande, Rei da Hungria que lhe ofereceu o posto de médico da corte, em Buda. Conversino aceitou o convite e um ano depois de sua chegada à capital da Hungria, nasceu o seu filho Giovanni. Depois da morte da mãe, em 1345, o pai, que permaneceu em Buda pelo resto da vida, enviou-o  para a Itália, aos cuidados do tio, o cardeal Tommaso da Frignano, junto com seu tutor Miguel de Zagreb (Michele da Zagàbria). Fez os seus estudos elementares primeiro em Ferrara, depois em Bolonha, com Alessandro del Casentino e Pietro da Forlì, e finalmente, no Orfanato das Irmãs de São Paulo, em Ravena; provavelmente, estudou na escola de gramática de Donato Albanzani (1328-1411), autor de um dos comentários sobre Petrarca. Ainda adolescente, em 1355, casou-se  com Margherita Furlan, filha de um médico, com quem teve um filho (1357), que recebeu o nome do avô, Conversino.
Devido à tenra idade do casal, discussões familiares fizeram com que seu tio o mandasse estudar no colégio dos franciscanos, em Ferrara.  Pouco depois, partiu para Bolonha a fim de continuar seus estudos do Trivium: gramática, lógica e retórica. De 1360 a 1362, fez os cursos de artes notariais e direito, em Bolonha, e em 1364 empreendeu a carreira de professor, tornando-se estudioso da obra Factorum dictorum memorabilium (Fatos e ditos memoráveis) de Valério Máximo. A sua popularidade deu um passo para a frente quando, graças a Albanzani, foi apresentado a Petrarca.  Sucessivamente, tornou-se tutor da família de Niccolò d'Este, Senhor de Ferrara, e, em 1366, ocupou o cargo de professor de gramática latina, em Treviso. Um ano depois, retornou a Ravena, onde Guido III da Polenta, Senhor de Ravena, nomeou-o notário representante de Ravena na cúria dos poderosos de Florença. Na mesma época ministrou um curso sobre as Geórgicas de Virgílio e um outro, que era o seu cavalo de batalha, Ad Rhetorica ad Herennium, livro de retórica atribuído a Cícero, no Studio Fiorentino, uma universidade aberta, à qual o papa Clemente VI concedera os mesmos privilégios de que desfrutavam as outras universidades. Mas, no verão de 1369, abandonou o trabalho e retornou a Treviso, onde reencontrou a esposa e o filho, que haviam sido abandonados por ele, em Ravena, e estavam doentes. A esposa morreu duas semanas depois de chegar à cidade, e o filho, Conversino, já cego de um olho, recuperou lentamente a saúde. Pouco depois da tragédia familiar, conseguiu um posto de professor em Conegliano, onde, em julho de 1372, recebeu a visita do cunhado, Luigi da Ravena, que tentou envenená-lo com arsênico, provavelmente para se vingar dos maus tratos que Conversini havia imposto à sua esposa. O atentado não foi fatal, mas Conversini ficou gravemente debilitado e foi obrigado a permanecer acamado por mais de seis meses. 
O período de repouso forçado obrigou-o a repensar toda a sua vida e, assim que se recuperou, visitou o seu tio Tommaso, em Veneza. O tio, que se tinha tornado Patriarca de Grado, estava profundamente irritado com o comportamento irresponsável e imprudente do seu sobrinho, disse-lhe muito friamente que já não era bem-vindo na família, pelo menos até que mudasse de comportamento. Giovanni deixou Veneza e conseguiu encontrar um posto de ensino em Belluno, onde pôde recomeçar. Foi talvez um bom presságio ele ter visitado Petrarca, na sua casa em Arquà, no Natal de 1373.

## Professor, tabelião e pai de família
Giovanni passou a residir em Belluno e a dar aulas na escola de gramática. Belluno assinalou uma virada na sua vida. Em 1375, casa-se com Benasuda, uma rica viúva de Belluno, com a qual teria um único filho, Israel. Começa a escrever breves tratados como De fato, sobre a questão do livre-arbítrio, De miseria humanae vitae e o fragmentário De Christi conceptu, sobre os aspectos estoicos do Cristianismo. Naqueles anos, fizeram-se  mais distantes as suas relações com o tio, que, em 1378, enviou-lhe, como presente tardio de casamento, três caixas de livros deixados pelo pai de Conversini, como herança para o irmão. Esses preciosíssimos livros eram os mesmos que haviam pertencido à biblioteca real de Anjou e depois confiscados, em Nápolis,  por Luís I da Hungria, o qual depois os presenteara a Conversino. Giovanni, para agradecer ao tio, dedicou a ele um diálogo intitulado Dialogus inter Johannem et Literam, sobre o estado dos religiosos. O tio, que havia se tornado cardeal e fixara residência na corte papal, ficou evidentemente satisfeito, e quando, em 1379, a comuna de Belluno não renovou o contrato do sobrinho, convidou-o  a Roma para um período de férias.
Retornando de Roma, Conversini fixou-se em Pádua onde tornou-se hóspede do médico Marsílio da Santasofia e do gramático Carletto Galmarelli.  Mas aquilo que deveria ser um breve encontro acabou se tornando uma longa permanência, posto que Francisco I de Carrara (1325-1393), Senhor de Pádua, convida-o para permanecer na corte, dada a sua condição de escritor e intelectual. Em Pádua, Giovanni veio a conhecer muitos representantes da elite acadêmica como o jurista Baldo degli Ubaldi, o jurista e diplomata Arsendino Arsendi e o literato e secretário de Petrarca, Lombardo della Seta.  No final de 1382, entretanto, a morte surpreende sua esposa, e Giovanni é obrigado a retornar a Belluno, para depois partir novamente e estabelecer-se em Veneza, onde encontrou trabalho como professor, ali permanecendo por seis meses. A rainha Isabel, há pouco tempo viúva de Luís, o Grande, que era muito ligado à memória do seu pai, Conversino, ofereceu-lhe  o posto de notarius mayor na República de Ragusa, que, na época, era um estado vassalo da Hungria. Giovanni aceitou o convite e para lá se transferiu com o filho, Israel. Como acontecera durante a sua experiência em Florença, o trabalho de tabelião envolvia uma quantidade considerável de trabalho. Não só tinha de redigir todo tipo de documento notarial, como também presidir, como juíz, as causas civis e interceder, depois de verificar decretos e estatutos. Dessa vez, porém, não abandonou o posto e até encontrou tempo para compor o De primo eius introitu ad aulam, que falava sobre a corrupção dos tribunais, e uma História de Ragusa (Historia Ragusii).
Deixou a cidade dálmata em 1388 e retornou a Veneza onde, sob o patrocínio do seu ex-aluno Marco Giustinian (futuro condottiero e herói de Veneza, mais tarde conhecido como "O Grande"), abriu uma escola de gramática no distrito de San Patrignano, protagonizando o ambiente intelectual da cidade.  Mas, no ano seguinte, chegava a Veneza o seu filho Conversino, e ambos iniciaram uma série de discussões desagradáveis que acabaram no tribunal. Amargurado, ele decidiu fazer as malas e ir para outro lugar. De Pádua, ocupada pela família Visconti, veio-lhe uma proposta para lecionar na universidade, mas, fiel à memória de Francesco da Carrara, recusou-se a trabalhar para os novos senhores  e assim, em outubro de 1389, transferiu-se  para Údine, onde foi contratado como simples professor primário.

## Os triunfos de Pádua
Com o fim da ocupação dos Visconti e o retorno dos Carrara, Giovanni começou a pensar mais seriamente naquela proposta, agora muito válida, de ensinar na Universidade de Pádua, decisão que foi tomada em 1392.
No ateneu de Pádua,  foram-lhe atribuídos os cursos de gramática e de retórica, que eram frequentados por alunos promissores, tais como Pier Paolo Vergerio (1370-1445), Sicco Polenton  e Guarino Veronese (1370-1460). Segundo Polenton, esse homem era, seja pela sua santidade moral, seja pelo seu conhecimento de todos os aspectos das artes humanísticas e retóricas, o príncipe dos catedráticos, dentre todos os acadêmicos que viveram na Itália em sua época.
Sua fama chegou até a corte e, em 1393, Francesco Novello da Carrara, filho e sucessor de Francesco I da Carrara (Francisco, o Velho), convida-o para ser chanceler. Giovanni, no entanto, impõe uma condição: poder continuar a dar aulas particulares aos estudantes mais brilhantes de Pádua - condição que  Francesco naturalmente aceita. Entre esses poucos estudantes afortunados destacou-se  Vittorino da Feltre (1378-1446).
Em 1396, Conversini escreve De fortuna aulica, sobre a vida na corte; Dolosi astus narratio, sobre as intrigas na corte de Ferrara; Violate pudicicie narratio ou Historia Elysia, sobre a fidelidade conjugal; e, mais tarde, a Apologia, contra a inveja dos cortesãos, De lustro Alborum in Urbe Padua, sobre a grande procissão de 1399 pela Companhia dos Flagelantes ou dos Bianchi, e De dilectione regnantium, sobre a arte política - todos em 1399.
Em 1400, Conversini vê-se encarregado de realizar três missões diplomáticas importantes. Em janeiro vai a Florença para contratar o mercenário Alberico da Barbiano (1349-1409) para que entrasse a serviço de Pádua e informasse os senhores de Florença a respeito dos planos dos Visconti para tomar Perúgia. Depois foi a Bolonha, para reforçar a cidade aliada e arbitrar a disputa entre as facções de Nanni Gozzadini e o governador da cidade Giovanni Bentivoglio. Finalmente, no verão, foi enviado a Roma, para entregar algumas cartas do Senhor de Pádua ao mercenário Conde de Carrara - filho ilegítimo de Francisco, O Velho, e  meio-irmão de Francesco Novello - e também ao papa Bonifácio IX.
Todas as três missões, apesar das muitas dificuldades (por exemplo, foi assaltado antes de entrar em Roma), foram concluídas com êxito mas, ao retornar a Pádua, teve uma surpresa trágica.  Seus dois filhos ilegítimos, nascidos em Údine, haviam morrido de peste.  Os dois pequenos eram o orgulho e esperança do pai. Ao contrário de Conversino, estavam-se mostrando, sob a direção de Giovanni, brilhantes, nas letras e nas artes. Portanto, a perda não foi apenas afetiva.  Colhido por terrível pesar, Giovanni decide encerrar com este episódio a Rationarium vitae, que começara a compor vários anos antes, como a dizer que a parte mais importante da sua vida acabara ali.  No entanto, os infortúnios continuaram. No mesmo ano morria de peste também Israel, que, agora com vinte e cinco anos, havia-se estabelecido em Pádua para estudar na universidade.
Não obstante o período extremamente difícil, Giovanni continuou seu trabalho como chanceler. Porém, as ambições expansionistas de Francesco Novello na Lombardia, após o assassinato de Gian Galeazzo Visconti, em setembro de 1402, encontraram amplas críticas da sua parte e, por diversas vezes, advertiu Francesco que ele estava indo de encontro ao infortúnio. Porém, o Senhor de Pádua não lhe deu ouvidos e ainda reduziu os salários de todos os empregados públicos para aumentar o orçamento militar. O último ato de Giovanni, como chanceler da Signoria foi o de interceder por um tratado de aliança com Guglielmo della Scala. Depois disso, licenciou-se e, pouco antes de 23 de Junho de 1404, quando os venezianos declararam guerra a Francesco Novello, Conversini deixou Pádua e tornou a Veneza.
Nos seis meses seguintes à sua partida, concluiu Familiae carrariensis natio e escreveu a sua nova obra-prima: Dragmalogia De Eligibili Vite Genere, uma crônica da história de Veneza.
A queda de Pádua, em novembro de 1405, e sua subsequente anexação a Veneza acabaram com as suas esperanças de voltar ao seu posto de chanceler, finda a guerra. O seu ex-aluno Pier Paolo Vergerio, de passagem por Roma, tentou então convencê-lo a entrar para o serviço da cúria romana, em vez de se tornar tutor de algum filho mimado veneziano, mas Giovanni recusou. Não era mais jovem, e o calor escaldante do verão veneziano em 1406 acaba por convencê-lo a aceitar a proposta de um diretor de escolas públicas de Muggia, de onde não mais saiu.

## Obras
- Violate pudicicie narracio (relato sobre a castidade conjugal e o heroísmo, na França medieval, 1397)
- De primo eius introitu ad aulam (1385) (onde fala sobre o caráter dos cortesãos como partidários com sede de poder).
- De fortuna aulica (1396)
- Dolosi astus narratio (contos imaginários em forma de diálogos, 1397)
- Apologia (obra datada de 14 de Maio de 1399, onde Conversini se defende das calúnias de outros cortesãos, que o haviam acusado de incompetência no cargo de chanceler)
- De dilectione regnantium (publicada em dezembro de 1399, dedicada a Francesco Novello da Carrara, orientava como um senhor poderia conquistar o amor e a estima dos seus subordinados).
- De lustro Alborum in urbe Padua (informações úteis sobre a topografia de Pádua).
- Rationarium vite (autobiografia segundo o modelo das Confissões de Santo Agostinho.
- Dragmalogia De Eligibili Vite Genere